# Rapa (gmina Niemenczyn)
Rapa, Baran-Rapa (lit. Rėva) – wieś na Litwie, w okręgu wileńskim, w rejonie wileńskim, w gminie Niemenczyn, nad Wilią.

## Historia
W dwudziestoleciu międzywojennym leżała w Polsce, w województwie wileńskim, w powiecie wileńsko-trockim, w gminie Niemenczyn. W 1931 miejscowość liczyła 23 mieszkańców, zamieszkałych w 4 budynkach.
Po II wojnie światowej w granicach Związku Sowieckiego. Od 1991 na niepodległej Litwie.

## Ludzie związani z miejscowością
- bł. Piotr Bonifacy Żukowski OFMConv – błogosławiony Kościoła katolickiego, brat zakonny zamordowany w Auschwitz-Birkenau; urodzony w Baranie-Rapie